# هلال الطلال
هلال أمين الطلال مواليد (6 نوفمبر 1985)، لاعب كرة قدم سعودي سابق، يلعب في خط الهجوم.

## مسيرة اللاعب
لعب مع نادي الدرعية ونادي المزاحمية ونادي شرورة ونادي رضوى ونادي الشعيب ونادي الحمادة ونادي المحمل ونادي ساجر ونادي العلا.